# Efficacité énergétique et impact climatique des voitures électriques
L'efficacité énergétique des voitures électriques est le rapport entre le déplacement effectué par une voiture électrique et l'énergie dépensée pour le réaliser. Cette efficacité énergétique de transport se mesure généralement par l'énergie consommée, exprimée en kilowatt-heure pour 100 kilomètres parcourus, c'est-à-dire en kWh/100 km. Ce rendement énergétique est difficile à établir, car il dépend de nombreuses hypothèses relatives au chauffage, à la climatisation, à la récupération de l'énergie du freinage et à la masse du véhicule.
Les discussions actuelles semblent porter davantage sur les émissions de CO2 que sur la consommation énergétique. Aux hypothèses évoquées s'ajoutent alors celles liées aux stations de recharge et à la production d'électricité, donc au mix électrique du pays considéré et à son contenu moyen en CO2. En raison de la multiplicité des situations, le consensus n'est pas complet en 2020, même si pour la majorité des études, l'avantage va au véhicule électrique. Il ressort des données disponibles que, dans le cas des voitures thermiques, les rejets de CO2 sont approximativement une fonction linéaire de la consommation. Dans le cas des voitures électriques, les émissions de CO2 baisseront à l'avenir plus que proportionnellement en fonction de la consommation, car l'électricité est supposée être progressivement plus décarbonée.

## Rendement

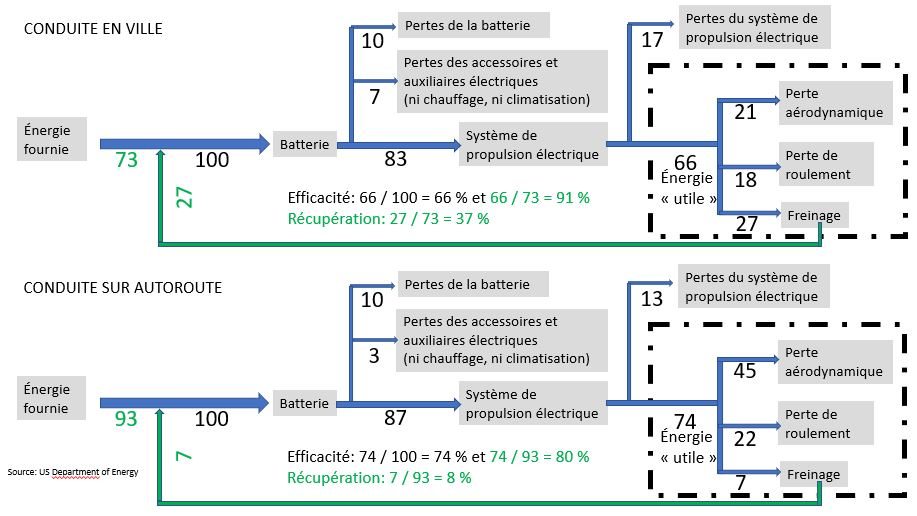
Flux d'énergie dans les voitures électriques en ville et sur autoroute (récupération en vert),.

D'après le département de l'Énergie des États-Unis, les véhicules électriques présentent un rendement supérieur à 77 %, en particulier grâce à la récupération en ville (le gain est beaucoup plus important dans une agglomération avec un trafic erratique et avec une conduite souple que sur une autoroute fluide). Le freinage régénératif permet d'augmenter de 17 points le rendement du véhicule électrique. La Fédération européenne pour le transport et l'environnement, qui regroupe des associations écologistes, annonce un rendement de 73 % à partir de l'électricité, pour les véhicules électriques.
Le chauffage, pratiquement « gratuit » dans le cas des véhicules thermiques, mais qui doit être assuré par les batteries dans le cas des véhicules électriques, n'est toutefois pas pris en compte dans ces études. Selon l'automobile-club allemand, la distance que peuvent parcourir les voitures électriques en hiver est réduite de 10 à 30 %. Des innovations pourraient permettre de réduire le coût du chauffage. La climatisation, quant à elle, concerne les deux types de motorisation, électrique et thermique.

### Induction
Le rendement de la seule induction serait de 87 %.

### Énergie grise
L'énergie grise associée à la fabrication d'un véhicule électrique est plus élevée que celle associée à la fabrication d'un véhicule thermique car la fabrication des batteries nécessite beaucoup d'énergie.

## Impact climatique
En Allemagne, selon, l'ADAC — qui s'appuie sur une étude du Joanneum Research (en) —, les voitures électriques présentaient en 2019 un bilan en matière de CO2 à peine meilleur que celui des voitures thermiques. Ce bilan deviendrait meilleur avec le développement des énergies renouvelables,. Toutefois selon l'agence fédérale allemande de l'environnement (en), les chiffres de l'ADAC sont faux, car ils sous-estiment la part des énergies renouvelables.
Un paramètre important reste l'énergie dépensée pendant la phase d'utilisation des véhicules. Ainsi, un véhicule léger, de petite taille et qui roule lentement s'avère dans tous les cas favorable. Pour les systèmes de transport qui utilisent un taux élevé d'énergie renouvelable, l'énergie grise, dépensée lors de la fabrication, peut constituer proportionnellement un facteur élevé.
Le document du Joanneum Research permet de dresser le tableau des émissions de CO2 et de consommation d'énergie primaire cumulée, avec les abréviations anglaises BEV (Battery electric vehicle) et ICE (Internal combustion engine).
| -                     | Gaz à effet de serre (en g CO2 éq./km) | Énergie primaire cumulée (en kWh/100 km) |
| --------------------- | -------------------------------------- | ---------------------------------------- |
| ICE petrol E10 (2019) | 225 à 235                              | 90 à 100                                 |
| ICE petrol E10 (2030) | 195 à 205                              | 82 à 92                                  |
| ICE petrol E10 (2050) | 160 à 170                              | 69 à 79                                  |
| ICE diesel B7 (2019)  | 180 à 190                              | 69 à 79                                  |
| ICE diesel B7 (2030)  | 160 à 170                              | 64 à 74                                  |
| ICE diesel B7 (2050)  | 130 à 140                              | 54 à 64                                  |
| BEV EU28 (2019)       | 140 à 150                              | 75 à 85                                  |
| BEV EU28 (2030)       | 91 à 100                               | 60 à 70                                  |
| BEV EU28 (2050)       | 49 à 59                                | 44 à 54                                  |

Il ressort de ce tableau que dans le cas des voitures thermiques, le CO2 est une fonction plus ou moins linéaire de la consommation. Dans le cas des voitures électriques, le même CO2 baisse plus que proportionnellement en fonction de la consommation, car l'électricité est supposée être plus décarbonée en 2050 qu’actuellement.
Pour comparaison, le cas extrême d'une voiture électrique minimale est un vélomobile à assistance électrique. Il s'agit d'un tricycle procurant une assise semi-couchée confortable, entièrement entouré d'un carénage aérodynamique. Sa consommation est de 0,7 kWh/100 km pour des vitesses réglementaires de l'ordre de 50 km/h (en utilisant le moteur seul, sans les pédales). Pour ce type de véhicule très léger (une trentaine de kilogrammes), la masse de l'ensemble mobile est dominée par celle du conducteur, l'énergie dépensée sert donc principalement à mouvoir celui-ci, plutôt que la masse du véhicule lui-même comme c'est le cas habituellement.
L'essor des véhicules électriques répond avant tout aux enjeux climatiques, l'amélioration des rendements étant secondaire. C'est en particulier l'argument développé par les écomodernistes, qui tiennent pour possible un découplage absolu. Ainsi, l'objectif est atteint même en présence de rendements faibles, si la source d'énergie primaire est peu ou pas carbonée (nucléaire, hydraulique, solaire, éolien...),,. Des rendements élevés permettent certes d'économiser les ressources. Mais substituer d'autres énergies au pétrole dans les transports permettrait de préserver ce dernier pour d'autres usages. De plus, la notion de rendement serait moins pertinente quand elle concerne des sources renouvelables ou très abondantes.
Par ailleurs, le temps que le parc automobile soit renouvelé, le mix électrique sera en partie décarboné,.

### Ressources fossiles et électricité

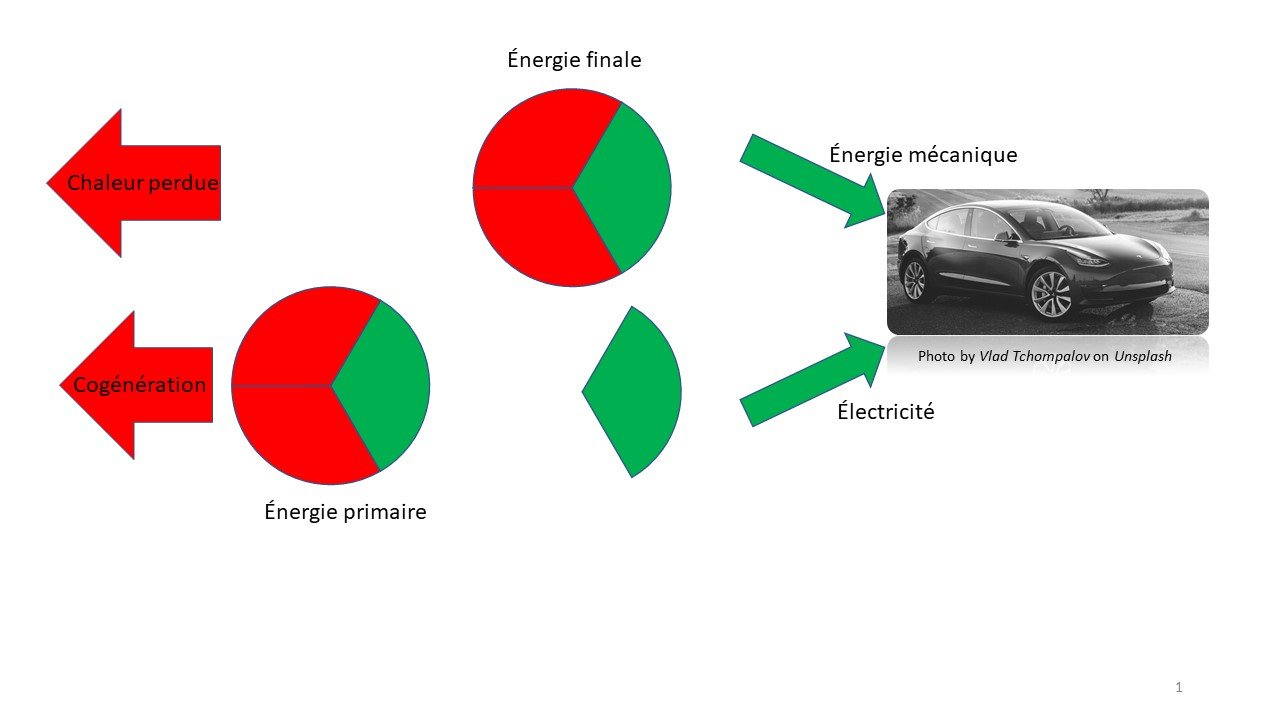
Grosso modo, le rendement du moteur thermique est de l'ordre d'un tiers. Le rendement d'une centrale électrique utilisant des combustibles fossiles s'établit également autour d'un tiers (le coefficient d'énergie primaire vaut approximativement 3),. L'idée consiste alors, au travers de la cogénération, à récupérer la chaleur générée lors de la production d'électricité, qui serait sinon dissipée en pure perte dans le moteur thermique.

Même à partir de ressources fossiles, le gain de la chaîne électrique peut devenir ultérieurement très important en matière de rendement, et même plus favorable en matière de gaz à effet de serre que l'utilisation directe de carburant dans un véhicule thermique, grâce à la cogénération, ou au gaz, moins carboné, dans les centrales à cycle combiné.
Toutefois, selon un rapport du Centre commun de recherche de l'Union européenne paru en 2020, les émissions de gaz à effet de serre associées aux véhicules électriques sont inférieures à celles d'un véhicule diesel équivalent, sauf lorsque l'électricité est produite à base de charbon.
La compilation d'études du GIEC et de nombreuses études académiques montre que le véhicule électrique est déjà favorable en 2022 à la réduction des émissions de gaz à effet de serre par rapport au thermique dans l’immense majorité des pays du monde. Seuls quelques pays très largement dépendants au charbon pour leur électricité peuvent faire exception. Ainsi l’électrique se retrouve le plus souvent plus émissif que le thermique en Inde et en Pologne, et parfois en Chine selon certaines analyses.